# Melo Trimble
Romelo Delante Trimble, detto Melo (Washington, 2 febbraio 1995), è un cestista statunitense.

## Carriera
Con gli Stati Uniti ha disputato i Giochi panamericani di Toronto 2015.

## Palmarès

### Squadra
- VTB United League: 2

CSKA Mosca: 2023-2024, 2024-25
- Supercoppa VTB United League: 1

CSKA Mosca: 2024

### Individuale
- MVP VTB United League Finals: 2

CSKA Mosca: 2023-24, 2024-25
- VTB United League Sixth Man of the Year: 1

CSKA Mosca: 2023-24